# Ancienne église Saint-Ouën de Saint-Ouën-des-Vallons
Pour les articles homonymes, voir Église Saint-Ouen.
L'ancienne église Saint-Ouën  est située à Saint-Ouën-des-Vallons, en Mayenne.

## Histoire
L'église est dédiée à Ouen de Rouen (fête, le 24 août).

### Ancienne église
L'église avait sans doute selon Alphonse-Victor Angot beaucoup souffert des guerres anglaises. Par décret rendu à Mayenne, le 18 mars 1444 (n. st.), l'évêque permettait de réduire l'édifice en longueur et en largeur, aux proportions de la charpente qu'on venait de refaire. 
Cette église était en effet très petite et le chœur devait en avoir été supprimé, car le plan la montre ne formant qu'un vaisseau rectangulaire dans sa partie principale, avec une sorte de bas côté au Nord.
Elle avait des croisées étroites et des ouvertures en plein cintre, écrit l'abbé Gérault, qui y avait vu aussi des pierres tombales illisibles. Celle qui fermait le caveau des seigneurs de la Roche-Pichemer est conservée. Les murs existent encore en partie dans le cimetière. Ils avaient été décorés de peintures. 
Guillaume-François d'Ozouville avait pu y distinguer une danse macabre. Deux petits autels sont transportés dans la nouvelle église. L'un porte cette inscription : Autel donné par Mre Julien Bouessay, prêtre, sieur du Coudray, bachelier de Sorbonne, et est signé : Michel Lemesle fecit, 1686. 
M. Leroy, curé, nomma une cloche le 18 août 1715, avec dame Catherine de Cervon ; la grosse fut nommée, en 1770, par Nicolas Prévost de Saint-Cyr, coseigneur de la Roche-Pichemer, et Anne Ruau du Tronchet, sa femme. M. Leroy fit faire aussi la chaire et les boiseries des trois autels et du chœur, en 1722.
La confrérie du Mont-Carmel, qui recevait déjà en 1687, de Pierre Noury, le lieu du Bordage, recrutait trois cents associés dans les paroisses voisines dans chacune des années 1700, 1701.
Guillaume-François d'Ozouville repose dans les ruines de l'ancienne église Saint-Ouën, au sein du cimetière  actuel de la commune.

### Nouvelle église
Une église neuve du même nom remplace l'ancienne église au XIXe siècle.

## Source
- « Ancienne église Saint-Ouën de Saint-Ouën-des-Vallons », dans Alphonse-Victor Angot et Ferdinand Gaugain, Dictionnaire historique, topographique et biographique de la Mayenne, Laval, A. Goupil, 1900-1910 [détail des éditions] (BNF 34106789, présentation en ligne)